# 대진1항
대진1항(大津1港)은 경상북도 영덕군 영해면 대진1리에 있는 어항이다. 2009년 11월 6일 어촌정주어항으로 지정하여 관리하고 있다. 시설관리자는 영덕군수이다.

## 어항 구역
본 항의 어항구역은 다음과 같다.
- 수역: 대진해수욕장 종점부(X:340,368.13 Y:238,402.01)에서 NE방향으로 50m 이동(X:340,402.53 Y:238,438.29)하여 SE방향으로 366m 나아가(X:340,168.70 Y:238,720.65) 다시 SW방향으로 나아가 육지와 만나는 점(X:340,016.71 Y:238,660.84)을 연결하는 구역 (51,813m²)
- 육역: 경상북도 영덕군 영해면 대진1리

## 어항 시설
- 북방파제 140m, 남방파제 81m, 물양장 21m, 호안 81m, 선양장 40m

## 개발 계획
- 북방파제 180m, 남방파제 81m, 물양장 62m, 호안 190m, 선양장 40m[1]

## 주요 어종
- 가자미, 오징어, 전복, 해삼, 대게, 미역